# Јесенице (Дуги Рат)
Јесенице су насељено место у саставу општине Дуги Рат, Сплитско-далматинска жупанија, Република Хрватска.

## Историја
До територијалне реорганизације у Хрватској налазиле су се у саставу старе општине Омиш.

## Становништво
На попису становништва 2011. године, Јесенице су имале 2.089 становника.
| Број становника по пописима | Број становника по пописима | Број становника по пописима | Број становника по пописима | Број становника по пописима | Број становника по пописима | Број становника по пописима | Број становника по пописима | Број становника по пописима | Број становника по пописима | Број становника по пописима | Број становника по пописима | Број становника по пописима | Број становника по пописима | Број становника по пописима | Број становника по пописима |
| --------------------------- | --------------------------- | --------------------------- | --------------------------- | --------------------------- | --------------------------- | --------------------------- | --------------------------- | --------------------------- | --------------------------- | --------------------------- | --------------------------- | --------------------------- | --------------------------- | --------------------------- | --------------------------- |
| 1857                        | 1869                        | 1880                        | 1890                        | 1900                        | 1910                        | 1921                        | 1931                        | 1948                        | 1953                        | 1961                        | 1971                        | 1981                        | 1991                        | 2001                        | 2011                        |
| 747                         | 871                         | 876                         | 1.023                       | 1.234                       | 1.361                       | 1.434                       | 1.766                       | 1.627                       | 1.670                       | 1.668                       | 1.623                       | 1.777                       | 2.035                       | 2.158                       | 2.089                       |

Напомена: У 1857, 1869. и 1921. садржи податке за насеље Дуги Рат, као и део података у 1931.

### Попис1991.
На попису становништва 1991. године, насељено место Јесенице је имало 2.035 становника, следећег националног састава:
| Попис 1991.‍   | Попис 1991.‍  | Попис 1991.‍ | Попис 1991.‍ | Попис 1991.‍ |
| ------------- | ------------ | ----------- | ----------- | ----------- |
|               |              |             |             |             |
| Хрвати        | Хрвати       |             | 1.989       | 97,73%      |
| Срби          | Срби         |             | 12          | 0,58%       |
| Југословени   | Југословени  |             | 6           | 0,29%       |
| Муслимани     | Муслимани    |             | 3           | 0,14%       |
| Немци         | Немци        |             | 3           | 0,14%       |
| Словенци      | Словенци     |             | 2           | 0,09%       |
| Албанци       | Албанци      |             | 1           | 0,04%       |
| Украјинци     | Украјинци    |             | 1           | 0,04%       |
| Црногорци     | Црногорци    |             | 1           | 0,04%       |
| остали        | остали       |             | 1           | 0,04%       |
| регион. опр.  | регион. опр. |             | 4           | 0,19%       |
| непознато     | непознато    |             | 12          | 0,58%       |
| укупно: 2.035 |              |             |             |             |